# Verordnung (EG) Nr. 648/2004 über Detergenzien
Die Detergenzienverordnung harmonisiert Vorschriften für das Inverkehrbringen von Detergenzien und Tensiden. Wichtig ist dabei vor allem die biologische Abbaubarkeit von Tensiden in Detergenzien, die Kennzeichnung von Detergenzien, einschließlich Allergie auslösender Duftstoffe und Informationen, die Hersteller für die zuständigen Behörden der Mitgliedstaaten und das medizinische Personal bereithalten müssen. In Deutschland nimmt das Wasch- und Reinigungsmittelgesetz Bezug auf diese Verordnung. Das Robert Koch-Institut ist die zentrale Sammelstelle für Herstellerinformationen.
Detergentien werden als Stoffe oder Zubereitungen definiert, die Tenside zu Wasch- und Reinigungszwecken enthalten. Dazu zählen Waschhilfsmittel zum Einweichen (Vorwaschen), Spülen oder Bleichen, Weichspüler und Putzmittel, wie Haushaltsallzweckreiniger. Tenside werden als grenzflächenaktive Stoffe definiert, die hydrophile und hydrophobe Gruppen besitzen. Sie dienen dazu die Oberflächenspannung des Wassers zu verringern, monomolekulare Streuungs- oder Adsorptionsschichten an der Wasser/Luft-Grenzfläche, (Mikro)Emulsionen und Micellen zu bilden mit dem Ziel sich an Wasser/Festkörper-Grenzflächen anzulagern.
Für die Kennzeichnung müssen Name und Handelsname des Erzeugnisses, Warenzeichen sowie vollständige Anschrift und Telefonnummer des Wirtschaftsteilnehmers, der für das Inverkehrbringen des Produkts verantwortlich ist angebracht sein. Ebenso muss die Anschrift, E-Mail-Adresse, soweit vorhanden, und Telefonnummer, unter der das Datenblatt vorhanden ist, angegeben werden.
Des Weiteren sind in der Verordnung analytische Prüfverfahren beschrieben, um die Tenside zu überprüfen.
Die Änderungsverordnung (EU) Nr. 259/2012 sieht im Anhang VIa zu 648/2004 vor, dass ab dem 1. Januar 2017 nur noch Maschinengeschirrspülmittel für Privatverbraucher in den Verkehr gebracht werden dürfen, die weniger als 0,3 Gramm Phosphor pro Standarddosierung enthalten.